# 시귀르뒤르 시귀리온손
시귀르뒤르 시귀리온손(아이슬란드어: Sigurður Sigurjónsson, 1955년 7월 6일~)은 아이슬란드의 배우, 각본가이다.

## 어린 시절
시귀리온손은 하프나르피외르뒤르에서 태어났다.

## 출연 작품

### 영화
- 언더 더 트리 (2017년) - 발트빈 역
- 브레이브 맨즈 블루드 (2015년)
- 램스 (2015년) - 구미 역
- 킹스 로드 (2010년)
- 결혼식 소동 (2008년)
- 나 같은 남자라도 (2002년)
- 악마의 섬 (1996년)
- 무비 데이즈 (1994년)